# Pooles Cavern
Pooles Cavern är en grotta i Storbritannien.   Den ligger i grevskapet Derbyshire och riksdelen England, i den södra delen av landet, 230 km nordväst om huvudstaden London. Pooles Cavern ligger 392 meter över havet.
Terrängen runt Pooles Cavern är kuperad västerut, men österut är den platt. Runt Pooles Cavern är det ganska tätbefolkat, med 166 invånare per kvadratkilometer. Trakten runt Pooles Cavern består i huvudsak av gräsmarker.